# Пиебалгс, Андрис
Андрис Пиебалгс (латыш. Andris Piebalgs, род. 17 сентября 1957 года, Валмиера) — латвийский политик и дипломат. Комиссар Евросоюза по энергетике (22 ноября 2004 — 9 февраля 2010) и развитию (9 февраля 2010 — 1 ноября 2014). Министр финансов и образования Латвии. Член и председатель в 2016—2017 годах партии «Единство».
Член Коммунистической партии СССР с 1979 года.
В начале своей политической карьеры специализировался на вопросах образования и финансов. В 1990-е годы в правительстве Латвии поочерёдно возглавлял оба эти министерства. Депутат 5-го Сейма.
С 1998 по 2003 год представлял Латвию в качестве посла в Европейском союзе, возглавлял переговоры с комиссией ЕС по вступлению Латвии в Евросоюз.
После короткого перерыва в качестве госсекретаря по связям с ЕС в МИД Латвии в 2004 году возвратился в Брюссель на должность руководителя бюро временного латвийского комиссара Сандры Калниете.
В ноябре 2004 года избран членом Европейской комиссии (комиссия Баррозу).
Андрис Пиебалгс является соучредителем либерально-консервативной партии «Латвийский путь», которая много лет входила в правительство. На парламентских выборах 2006 партия вернулась в латвийский парламент в союзе с ЛПП. На выборах в Европарламент партия «Латвийский путь» набрала 6,5 % голосов.
В дополнение к своему родному латышскому языку, хорошо говорит на английском, немецком, французском и русском языках, а также обладает начальными знаниями эстонского языка.

## Награды
- Офицер ордена Трёх звёзд
- Орден Креста земли Марии 2 класса (1998, Эстония)[1]
- Почётная грамота Кабинета Министров Латвии (2003)[2]